# 異端

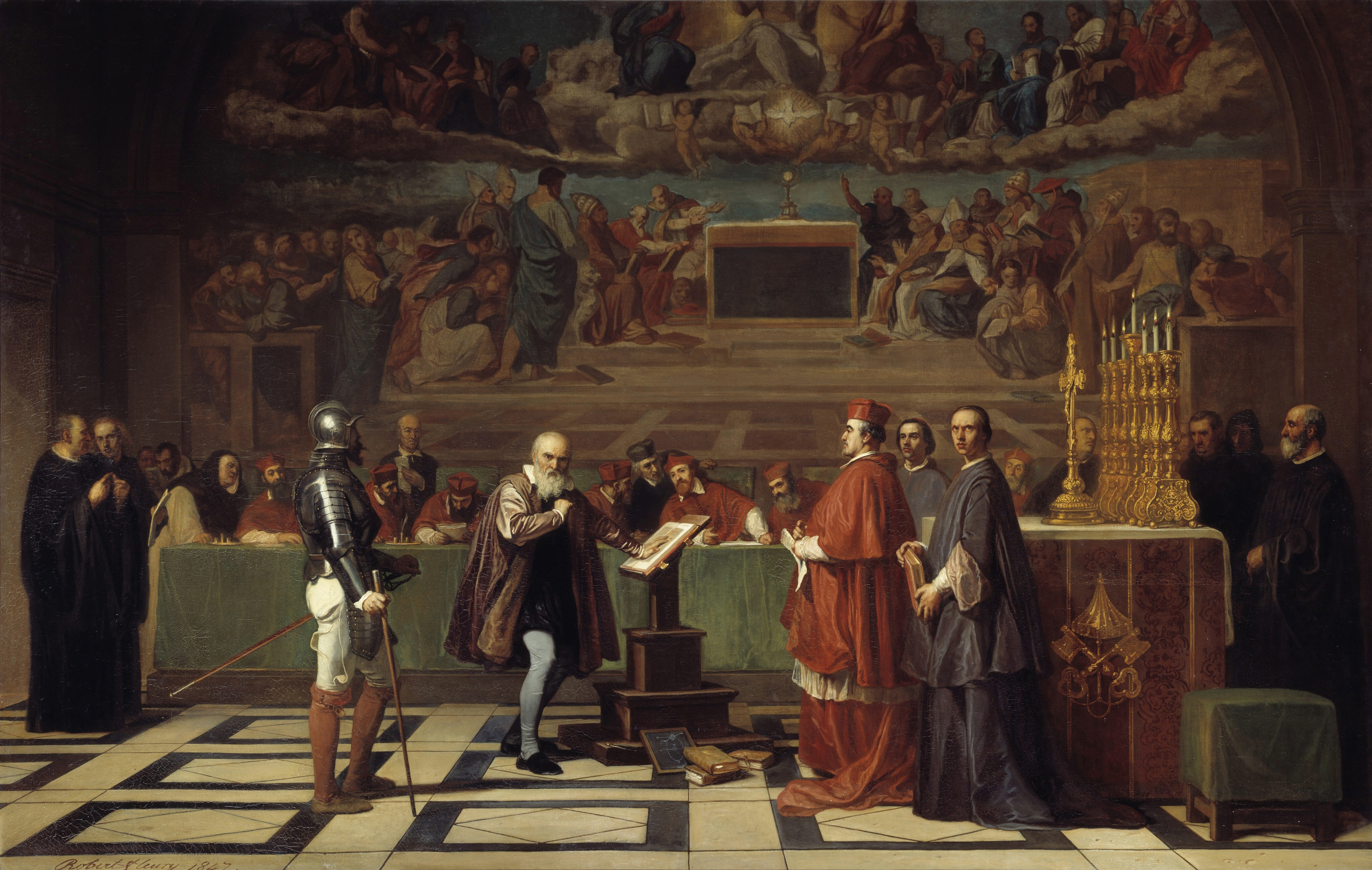
伽利略被定罪為异端

異端（英語：Heresy），指異於正統或主流的思想和學說，通常有負面含意。異端不是叛教，後者是明確地脫離一個宗教，也不完全等同於褻瀆，對神或神聖事物的不敬，雖然許多異端因爲違反正統或主流的觀點被指責為褻瀆。
「異端」一詞常被用於宗教中，尤其是基督教、犹太教和伊斯兰教，即違反一個宗教的重要教義的教派及其學說，但也可以在其他語境中使用，指不被重視或認同，乃至被厭棄的思想和事物。
在部分基督教、猶太教和伊斯蘭教等的宗教和文化中，支持被認為是異端的觀點，在歷史上，甚至有時在現在，會受到從绝罚到死刑在內的責罰。

## 中國古代
子曰：「攻乎異端，斯害也已。」（《論語·為政》），朱熹對此所作的解釋是：「專治而欲精之，為害甚矣。」意即專門僅僅鑽研于義理的一端，是很有害的行為。子夏曰：「雖小道，必有可觀者焉」（《論語·子張》），《正義》的解釋：「小道謂異端之說，百家語。」
戴震的解釋《東原集》：“端，頭也。凡事有兩頭謂之異端。言業精於專，兼攻兩頭，則為害耳。”
文學家畢寶魁教授在其所寫的文章〈孔子的“攻乎異端，斯害也已”是甚麽意思？〉中批駁了傳統上認為孔子所説的這句話的意思是「攻破會造成禍害的異端」的説法，也批駁了更加流行的認為這句説話的意思是「攻擊異端這個行為會造成禍害」的説法，畢教授聲稱這句説話的意思是「要全面地研究學問，以免帶來害處」，而當中的異端一詞是指事物的另一端，而不是指與正統學説相對立的思想。

## 佛教
大乘佛教教典《楞严经》宣稱悉達多太子早已预见到在末法时期，異端纷纷自称具有无上功德及神通，并且欺骗蛊惑世人，使其对佛法失去正信，更有甚者会因此家破人亡 這些事情，并且聲稱这些人会称自己為佛，并身着俗人的衣服、接受比丘的敬禮、诽谤佛法、侮辱出家众，他們還會自稱元佛，說十方眾生都是其子女，并且声称他生下諸佛，而且不用修行就已經有這個地位，他们还会声称佛陀及菩萨也有大小、先后、真假、男女之分。这些外道邪说最为蛊惑，如果轻信则深陷不已。佛菩萨化身度化众生，为称赞佛法，使人了解佛法妙处、起信心，绝非自称某某菩萨、罗汉；相反，则必然为附佛外道邪说，故此作为生活在末法时期的佛教徒，必须传正法以使众生醒悟并明白佛法意理，捍卫佛法尊严，使其免受邪教魔道的蛊惑。

## 亞伯拉罕諸教
在亞伯拉罕諸教中，「異端」一詞一般是指信奉某人為領袖或宗教信條的群體。猶太教和伊斯蘭教因此指責將耶穌作為偶像加以信仰崇拜的基督教為異端，但基督教認為耶穌同時是人和神，並且也指責猶太教和伊斯蘭教為異端。在希臘文原文中，異端的意思是「選擇」或「選擇的行為」。《聖經·新約全書》中，將希臘文詞彙引申改為黨派的意思，指一群興趣及信念相同的人，共同聚集一起。

### 古猶太教及猶太教
從歷史角度說來，基督教是源自古猶太教教內的拿撒勒派的。第一世紀的猶太教認為耶穌及基督徒的教導與傳統拉比的教導有差異，猶太教認定基督教為異端並加以禁絶。即使到了現代，猶太教很多信奉者仍有此想法。

### 基督教
基督教被創立初期，使徒坦然承認奉行古猶太教的「異端」；在第一世紀的早期基督教發展時期，教內已出現「各樣的異端」影響其信仰發展。在其後悠長的發展歷史中，「異端」一詞總是由某一教義論者斥責另一教派者時所使用，語境下存有負面含意。歷史上，某些基督教的異端份子，時而被定為異端，時而卻被定為正統，有的甚至被個別教派奉之為聖人。
公元325年的第一次尼西亞公會議中，開始以大公會議來判定何為異端的教派及思想，用以解決教義紛爭。但凡不服從者，俱被定為異端的支持者。異端之判定往往受不同內在因素與外在因素影響，其中包括哲學思想、宗教勢力、政治、個人主張與個別教派立場等。現普遍基督教認定異端的共同點，是對於被視為正統基督教的道理並非完全反對，但卻將之擴大解釋，視之為真理的全部。其解釋方式或推論，甚至可能將《聖經》所主張的真理摒棄。信奉異端道理的人可能被誤認或自視為基督徒，卻奉行或宣揚《聖經》以外的啟示。其慣常技倆通常是在《聖經》外加上其他更具權威的事物，藉宗教人物、其中經籍或人為傳統信條等事物歪曲經文意義，只使用符合其立場的部分。

#### 東西教會大分裂
在1054年天主教會與東正教會大分裂之前，大公會議往往會認定并譴責某些異端思想或教派。其中主要有：
- 幻影說
- 嗣子說：主張耶穌完全是一個人類，並不是神。
- 亞流主義： 認為《聖經》的啟示說明耶穌次於天父。
- 亚玻里拿留派： 此派的認為耶穌基督僅有人類的身體和魂，沒有人類的靈。
- 神格唯一論： 一種早期基督教神學的主張，強調上帝是唯一的。
- 基督一性論： 認為耶穌在取得肉身後，其人性、神性得到了統一
- 基督一志論
- 孟他努主義
- 聶斯托利派： 主張耶穌基督的人性與神性分離。
- 歐迪奇主義（英语：Eutychianism）
- 諾斯底主義
- 伯拉糾主義：認為人是性惡的，但否定人有原罪。
- 半伯拉糾主義
- 撒伯流主義：又稱聖父受苦說，認為聖子耶穌就是聖父本尊，因而被針在十字架上受苦的就是聖父。

#### 耶稣初期教會與異端
耶稣初期教会，包含耶稣本人，传讲耶稣的福音，被称为异端，【徒24:14】但有一件事，我向你承认，就是他们所称为异端的道，我正按着那道侍奉我祖宗的　神，又信合乎律法的和先知书上一切所记载的，这里明确地讲是异端的道，也就是教理的上差异，而保罗所传讲是符合圣经，所以正统反被定为异端， 这是当时的现实。

#### 天主教會與異端
根據天主教法典（1983年版）第751條：「所謂異端，是在領洗後，固執地否認某些天主所啟示和教會所定該信的真理，或是固執地懷疑這些道理。」是以閱讀禁書者俱為異端，連帶發生對新學術的打擊活動。
自基督教大分裂後，天主教會與東正教會都認對方為異端。此外，天主教會更曾設立異端裁判所把被視為異端的新教信徒進行补赎及處罚。現今在普世教會合一運動的推動下，天主教會已不再指其他教派的基督徒為分裂者或異端份子，而改稱「分袂的弟兄」（Separated brethren）。

#### 新教與異端
新教曾被天主教視為異端，但自近代起，天主教對於新教的態度已經變得比較溫和，但新教的部份信徒或新教教內某些教派會因天主教徒所認可的某些觀點而視之為異端，例如「聖母升天說」沒有被《聖經》提及，但天主教徒及東正教徒都認可此說，其說法背後所代表的「對聖母的敬崇」相關問題也是基督教神學中最為敏感的課題之一。另一方面，天主教把新教的部份觀點視為異端邪說，例如天主教認為新教所提出的「唯獨《聖經》」的相關說法就不符合《聖經》所給予的教誨，其也認為新教對部份聖事的忽視是非常錯誤的。
新教內，凡自認為正統的教派不時會指摘某些人或教派為異端，亦出現互指為異端之情況。最明显分歧如基要神學的支持者，堅持耶穌為童女所生、肉體復活、升天、因信稱義和聖經無誤的基要五點，譴責自由主義神學思潮為異端。現代的個別基督教教派仍會批判某些基督教名义組織為異端，並通過著書及講道去達其護教目的。在現今中國，呼喊派、全範圍教會、門徒會、靈靈教、觀音法門、三班僕人、新約教會、東方閃電、安商洪上帝教會、耶和華見證人、統一教、香港基督教錫安教會、衛理聖潔會、新序教會等教被傳統基督教稱為異端。
在香港成立於2008年的新興宗教關注事工以研究、教育、輔導三個方向為使命，幫助香港基督徒分辨及提防異端。

### 伊斯蘭教
伊斯蘭教所説的異端，其定義主要源自遜尼派和什葉派的思想，嚴格來講沙里亞並無異端罪條，支持異端（如巴哈伊信仰）看具體身分為穆斯林或齊米而以叛教罪或宣戰來分別處理（遜尼派跟什葉派則採互不承認做法），以下這些也是伊斯蘭教的異端：
- 阿薩辛派：中世紀時在中東流行過的異端伊斯蘭教秘密教派，經常培養死士暗殺伊斯蘭教的高官和貴族。现代英语的暗杀相关词既源自此派名称

## 外部連結
- 〈孔子的“攻乎異端，斯害也已”是什麽意思？ （页面存档备份，存于）〉